# The Man from Earth: Holocene
The Man from Earth: Holocene es una película estadounidense de cine dramático y ciencia ficción, dirigida por Richard Schenkman y escrita por Emerson Bixby, basada en los personajes creados por su padre, el escritor de ciencia ficción Jerome Bixby. Se trata de una secuela de la película de 2007 The Man from Earth. David Lee Smith regresa ahora como John Young, el protagonista. Esta película fue subida a The Pirate Bay el 16 de enero de 2018 por los propios creadores para su descarga completamente legal.
La trama se centra en el profesor universitario John Oldman, que ahora se hace llamar John Young, que en secreto es un magdaleniense que ha sobrevivido durante más de 14 000 años. Sin embargo, a pesar de todos esos años de inmortalidad, John ha descubierto que ha empezado a envejecer y ya no se recupera tan rápido como solía hacerlo. Mientras tanto, cuatro de sus alumnos han comenzado a sospechar la verdad sobre él y se ponen en contacto con Art Jenkins, cuya carrera se vino abajo después de publicar un libro sobre la historia de John.

## Resumen
La película comienza con el profesor John Oldman, que ahora se hace llamar John Young (David Lee Smith), en un flashback haciendo fuego como lo hacían los cavernícolas, bajo el cielo nocturno, con una barba muy canosa.
Durante una visita universitaria al museo de historia de la ciudad de Chico (California), la novia de John, Carolyn Kittriss (Vanessa Williams), enseña a los estudiantes que no hay diferencia entre los antiguos homo sapiens y nosotros. Isabel (Akemi Look), una aplicada estudiante de antropología, dibuja cráneos de Neardentales mientras Tara (Brittany Curran) está más preocupada por acercarse al profesor Young que por la visita al museo. Con la excusa de tomar un café, las dos estudiantes se acercan al profesor que declina la invitación y evita hacerse fotos con ellas, pero John ofrece unos libros a Isabel para su trabajo.
El profesor recuerda la charla de hace 10 años en la que sus compañeros se preguntaban por qué no envejecía y ahora preocupado se mira en el espejo. Isabel acude a casa del profesor a recoger los libros y descubre el libro que le regaló Art (William Katt) con la dedicatoria que le escribió a John Oldman en la contraportada. Isabel y Tara, intrigadas por la dedicatoria, investigan al profesor Arthur M. Jenkins y descubren que arruinó su carrera al escribir un libro sobre la noche que pasó con un profesor universitario llamado John Oldman, que afirmaba tener 14 000 años. Isabel y Tara, junto a Liko (Carlos Knight) y Philip (Sterling Knight) atan cabos sobre las similitudes entre el profesor Oldman y el profesor Joung y se cuelan en casa de John, descubriendo el Van Gogh que todavía conserva.
Deciden ponerse en contacto con Art, reticente al principio con la historia de los estudiantes, pero estos le convencen y decide desplazarse a Chico para comprobar si los dos profesores son la misma persona. El profesor Young se ve descubierto cuando Tara le revela que lo sabe todo sobre él, precipitando su huida. Los cuatro amigos intentan retenerlo para dar tiempo a Art a llegar, discuten con él y Liko le dispara con un Taser, golpeándose en la cabeza al caer. Mientras todos creen que Philip está llamando a emergencias, éste decide atarlo en el sótano mientras aún está inconsciente. Entre tanto, Isabel, Tara y Liko van al encuentro de Art, que se ha quedado tirado en la carretera. Cuando el profesor recupera la consciencia, mantiene una conversación con Philip sobre religión y Jesús. En un momento de acaloramiento, Philip le clava un cuchillo y huye. Los otros tres amigos llegan con Art a casa de John, ven el rastro de sangre pero no hay nadie. Discuten sobre lo que ha podido ocurrir, de si uno pudo matar al otro. Tara y Art van a buscarlos por los hospitales, Isabel y Liko se quedan en el sótano.
Seis semanas más tarde, John, que se encuentra en el bosque recuperándose, recibe la visita de Harry (John Billingsley), le dice que ha encontrado un nombre para describirse, una nueva clasificación, hombre del Holoceno, explica que coincide con la actual época y por qué está empezando a envejecer al estar terminando esta. Harry le pide que visite a su padre enfermo y John se va con él.
Tras los créditos, Angelo Garcetty (Rick Crawford), agente del FBI, acude a casa de Art preguntando por Philip y la posibilidad de que John lo secuestrase.

## Elenco y personajes
- David Lee Smith como John Young/John Oldman.
- William Katt como el doctor Art Jenkins.
- Vanessa Williams como la profesora Carolyn Kittriss.
- Michael Dorn como el doctor Gil Parker.
- Sterling Knight como Philip.
- Brittany Curran como Tara.
- Carlos Knight como Liko.
- Akemi Look como Isabel.
- John Billingsley como Harry.
- Rick Crawford como agente del FBI Angelo Garcetty.

## Producción
Richard Schenkman dijo «La gente ha estado pidiendo esto desde que la primera película se convirtió en un fenómeno viral». «A lo largo de los años, pasé un tiempo desarrollando esta propiedad con el objetivo final de crear una serie larga. He recibido mucha ayuda de una cantidad de personas realmente talentosas y un increíble apoyo de admiradores de todo el mundo. Ha sido un largo camino, pero ahora que estamos a punto de comenzar a rodar, no podría estar más emocionado».
El rodaje de la película comenzó el 1 de junio de 2016 y finalizó el 16 de junio de 2016 terminando la edición el 21 de septiembre de 2016. Los productores han declarado en Facebook que puede ser la primera de una serie.

## Lanzamiento y distribución mediante P2P
La película se presentó en el festival independiente Dances With Films el 10 de junio de 2017 y fue subida a The Pirate Bay el 16 de enero de 2018 por los propios creadores para su descarga completamente legal incluso antes de publicarla en Vimeo donde se estrenó el 23 de enero de 2018, pero la versión descargada en The Pirate Bay es ligeramente diferente y por una buena razón, dice Schenkman: «Esta versión de la película incluye al principio un saludo de mi parte, señalando que, de hecho, nosotros mismos subimos la película y pedimos a las personas que visiten manfromearth.com y hagan una donación si pueden y si disfrutaron de la película. La versión que publicamos es de muy alta resolución, aunque también estamos compartiendo algunos archivos más pequeños para aquellas personas que tienen una conexión a Internet lenta donde viven». También explica:«Pedimos a las personas que compartan solamente esta versión de la película, no que editen el mensaje de petición. Y por supuesto, le pedimos a la gente que no publique la película en YouTube o en cualquier otra plataforma en la que alguien (que no sea nosotros) pueda sacar provecho financiero de ella. Eso no sería justo, ni estaría de acuerdo con el espíritu de lo que estamos tratando de hacer». Existen otros sitios, incluido MovieSaints, donde los seguidores pueden pagar para ver la película desde el 19 de enero de 2018 y si no la disfrutan, pueden pedir el reembolso completo.

## Recepción
La película recibió de Rotten Tomatoes una calificación de 8 de 10 con una aprobación del 60 % basada en 5 revisiones. Kimber Myers dijo «Desafortunadamente, dedica poco tiempo a las ideas y el debate que hicieron que la película original fuera tan cautivadora para las audiencias que la descubrieron». Anthony Ray Bench dijo que «es una secuela que es bastante agradable, pero no tan fuerte como la primera película clásica (...) Es increíblemente difícil revisar una continuación y no tener sus sentimientos ligados a la primera, sobre todo si se tiene en cuenta que la película original, está en un límite magistral».
La película ha sido nominada a los Premios Saturn en la categoría de mejor lanzamiento en DVD/Blu-Ray.